# الحب شيء رائع (فلم)
الحب شيء رائع (بالإنجليزية: Love Is a Many-Splendored Thing) هو فيلم دراما تم إنتاجه في الولايات المتحدة وصدر في سنة 1955.

## طاقم التمثيل
- جنيفر جونز
- ويليام هولدن

### ترشيحات وجوائز
| السنة | الحدث  | الفئة               | النتيجة |
| ----- | ------ | ------------------- | ------- |
|       | أوسكار | أفضل موسيقى تصويرية | فوز     |

## الميزانية والإيرادات
بلغت تكلفة إنتاج الفيلم حوالي 1,780,000 دولار بينما حقق أرباحا تقدر بـ 3 ملايين دولار (in 1955).

## وصلات خارجية
- مقالات تستعمل روابط فنية بلا صلة مع ويكي بيانات